# Károly Teppert
Károly Teppert (ur. 20 lipca 1891 w Budapeszcie) – węgierski kolarz, olimpijczyk.
Károly Teppert wystartował na igrzyskach olimpijskich jeden raz – podczas V Letnich Igrzysk Olimpijskich w 1912 roku w Sztokholmie wziął udział w dwóch konkurencjach. W jeździe indywidualnej na czas na dystansie 315 kilometrów zszedł z trasy między miejscowościami Bålsta i Järva. W jeździe drużynowej wraz z reprezentacją Węgier zajął 12. miejsce.
Reprezentował barwy budapesztańskiego klubu MTK.